# Judit
För andra betydelser, se Judit (olika betydelser).

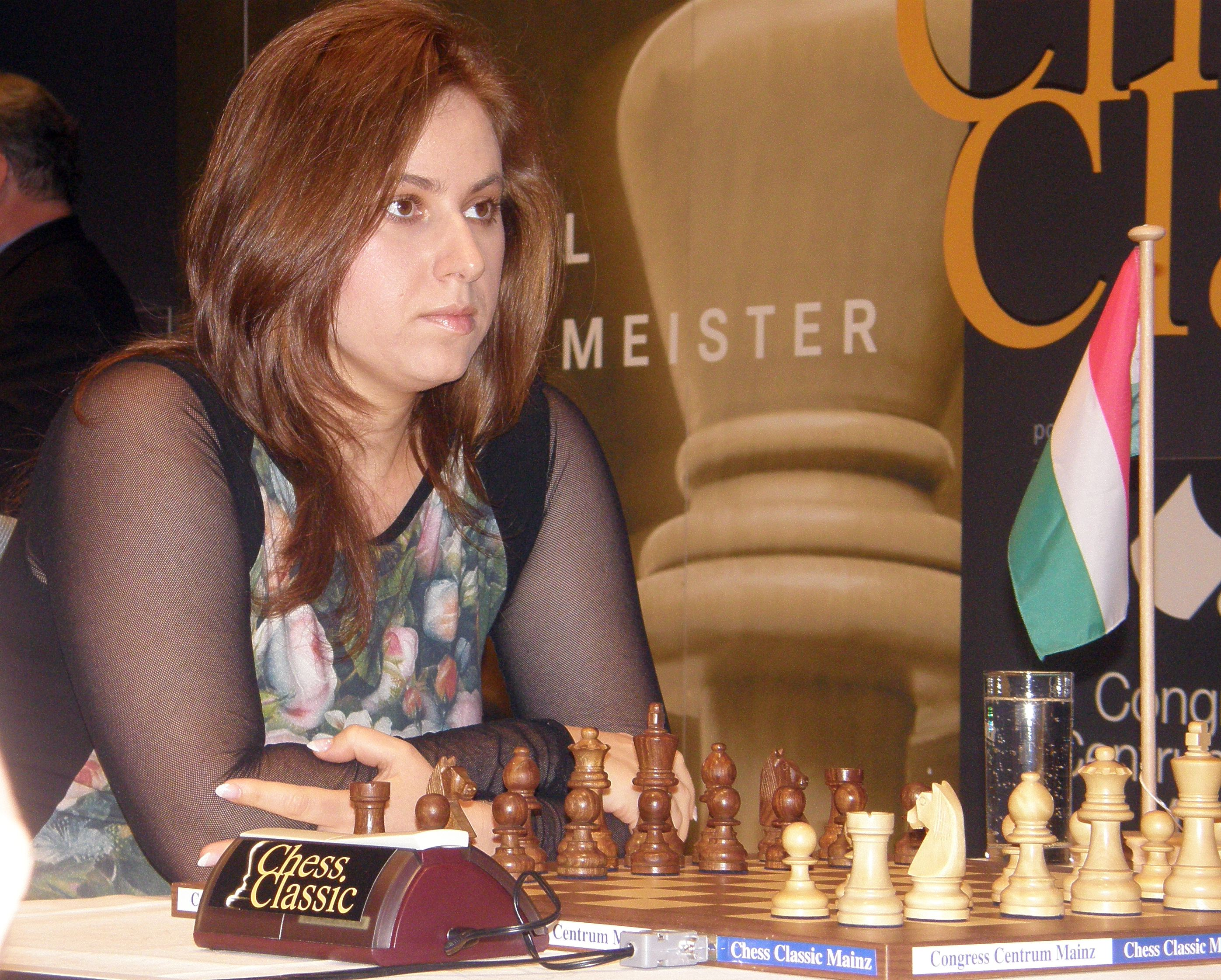
Judit Polgár, 2008.

Kvinnonamnet Judit eller Judith är ett bibliskt namn som betyder judinna. Även betydelsen lovad och prisad har föreslagits. En av de apokryfiska böckerna heter Judit, se Judits bok. Judit var också namnet på en av Esaus hustrur i Gamla Testamentet. Jutta är en lågtysk form, Jytte en dansk.
Namnet var populärt kring förra sekelskiftet och har även haft en viss ökning de senaste åren.
31 december 2005 fanns det totalt 4 180 personer i Sverige med namnet Judit/Judith, varav 2 045 med det som tilltalsnamn.
År 2003 fick 53 flickor namnet, varav 21 fick det som tilltalsnamn.
Namnsdag i Sverige: 13 juli, (1986-1992: 2 september). I den finlandssvenska namnsdagslängden har Judit namnsdag 10 december sedan starten 1929, då en egen namnsdagskalender togs i bruk för finlandssvenskar.

## Personer med namnet Judit/Judith
- Judith Anderson, australisk skådespelerska
- Judith Barsi, amerikansk skådespelerska
- Judith av Bayern, tysk-romersk kejsarinna
- Judith av Böhmen, polsk drottning
- Judith Butler, amerikansk litteraturvetare och feminist
- Judit Carlborg, skådespelerska
- Judith "Judy" Collins, amerikansk sångerska
- Judit Danyi, ungersk skådespelerska
- Judith Hackett, engelsk producent
- Judith Hermann, tysk författare
- Judith Hollander, regissör och manusförfattare
- Judith Holmgren, skådespelerska
- Judith Kerr, tysk-brittisk författare
- Judith Krantz, amerikansk författare
- Judith av Lens, normandisk-engelsk godsägare
- Judith Leyster, nederländsk konstnär
- Judit Kristina Ordell, psalmförfattare
- Judit Polgár, ungersk schackspelare
- Judith "Judy" Pronk, nederländsk sångerska och makeup-artist